# Liédson
Liédson da Silva Muniz (n. 17 decembrie 1977, Cairu, Bahia, Brazilia) este un fost jucător de fotbal portughez, care a jucat pentru Sporting Clube de Portugal și pentru Echipa națională de fotbal a Portugaliei.

## Goluri internaționale
| # | Data             | Stadion                                      | Oponent        | Scor | Rezultat | Competiția                                             |
| - | ---------------- | -------------------------------------------- | -------------- | ---- | -------- | ------------------------------------------------------ |
| 1 | 5 September 2009 | Parken Stadium, Copenhagen, Denmark          | Danemarca      | 1–1  | 1–1      | Calificările pentru Campionatul Mondial de Fotbal 2010 |
| 2 | 10 October 2009  | Estádio da Luz, Lisbon, Portugal             | Ungaria        | 2–0  | 3–0      | Calificările pentru Campionatul Mondial de Fotbal 2010 |
| 3 | 3 March 2010     | Estádio Cidade de Coimbra, Coimbra, Portugal | China          | 2–0  | 2–0      | Meci amical                                            |
| 4 | 21 June 2010     | Cape Town Stadium, Cape Town, South Africa   | Coreea de Nord | 5–0  | 7–0      | Campionatul Mondial de Fotbal 2010                     |

## Palmares

### Team
Corinthians
- Copa Libertadores: 2012
- Campeonato Brasileiro Série A: 2011
- Campeonato Paulista: 2003

Sporting
- Taça de Portugal: 2006–07, 2007–08
- Supertaça Cândido de Oliveira: 2007, 2008
- UEFA Cup: Runner-up 2004–05
- Taça da Liga: Runner-up 2007–08, 2008–09

Porto
- Primeira Liga: 2012–13
- Taça da Liga: Runner-up 2012–13

### Individual
- Copa Sul-Minas: Top scorer 2002
- Campeonato Paulista: Top scorer 2011
- Primeira Liga: Top scorer 2004–05, 2006–07
- Primeira Liga: Player of the Month January 2006, April 2007, January 2009, April 2009, March 2010 (record)

## Statistics
La 1 November 2012.
| Club          | Season        | League  | League | State Championship | State Championship | Cup     | Cup    | League Cup / State Cup | League Cup / State Cup | SuperCup | SuperCup | Continental | Continental | Friendly | Friendly | Total   | Total  |
| Club          | Season        | Meciuri | Goluri | Meciuri            | Goluri             | Meciuri | Goluri | Meciuri                | Goluri                 | Meciuri  | Goluri   | Meciuri     | Goluri      | Meciuri  | Goluri   | Meciuri | Goluri |
| ------------- | ------------- | ------- | ------ | ------------------ | ------------------ | ------- | ------ | ---------------------- | ---------------------- | -------- | -------- | ----------- | ----------- | -------- | -------- | ------- | ------ |
| Prudentópolis | 2000          | 0       | 0      | 15                 | 5                  | –       | –      | –                      | –                      | –        | –        | –           | –           | 0        | 0        | 15      | 5      |
| Prudentópolis | Total         | 0       | 0      | 15                 | 5                  | –       | –      | –                      | –                      | –        | –        | –           | –           | 0        | 0        | 15      | 5      |
| Coritiba      | 2001          | 9       | 5      | –                  | –                  | –       | –      | –                      | –                      | –        | –        | –           | –           | 0        | 0        | 9       | 5      |
| Coritiba      | 2002          | –       | –      | 3                  | 1                  | 2       | 0      | 15                     | 14                     | –        | –        | –           | –           | 0        | 0        | 20      | 15     |
| Coritiba      | Total         | 9       | 5      | 3                  | 1                  | 2       | 0      | 15                     | 14                     | –        | –        | –           | –           | 0        |          | 29      | 20     |
| Flamengo      | 2002          | 24      | 14     | –                  | –                  | –       | –      | –                      | –                      | –        | –        | –           | –           | 0        | 0        | 24      | 14     |
| Flamengo      | Total         | 24      | 14     | –                  | –                  | –       | –      | –                      | –                      | –        | –        | –           | –           | 0        |          | 24      | 14     |
| Corinthians   | 2003          | 14      | 10     | 11                 | 6                  | –       | –      | –                      | –                      | –        | –        | 8           | 6           | 0        | 0        | 33      | 22     |
| Corinthians   | Total         | 14      | 10     | 11                 | 6                  | –       | –      | –                      | –                      | –        | –        | 8           | 6           | 0        |          | 33      | 22     |
| Sporting      | 2003–04       | 30      | 15     | –                  | –                  | 2       | 1      | –                      | –                      | –        | –        | 4           | 3           | 0        | 0        | 36      | 19     |
| Sporting      | 2004–05       | 31      | 25     | –                  | –                  | 2       | 1      | –                      | –                      | –        | –        | 14          | 9           | 0        | 0        | 47      | 35     |
| Sporting      | 2005–06       | 31      | 15     | –                  | –                  | 5       | 2      | –                      | –                      | –        | –        | 2           | 0           | 0        | 0        | 38      | 17     |
| Sporting      | 2006–07       | 28      | 15     | –                  | –                  | 6       | 6      | –                      | –                      | –        | –        | 5           | 0           | 0        | 0        | 39      | 21     |
| Sporting      | 2007–08       | 26      | 11     | –                  | –                  | 4       | 3      | 5                      | 4                      | 1        | 0        | 11          | 6           | 0        | 0        | 47      | 24     |
| Sporting      | 2008–09       | 26      | 17     | –                  | –                  | 2       | 2      | 3                      | 4                      | –        | –        | 4           | 2           | 0        | 0        | 35      | 25     |
| Sporting      | 2009–10       | 28      | 13     | –                  | –                  | 3       | 3      | 2                      | 2                      | –        | –        | 13          | 4           | 0        | 0        | 46      | 22     |
| Sporting      | 2010–11       | 14      | 5      | –                  | –                  | 3       | 2      | 2                      | 1                      | –        | –        | 6           | 2           | 0        | 0        | 25      | 10     |
| Sporting      | Total         | 214     | 116    | –                  | –                  | 27      | 20     | 12                     | 11                     | 1        | 0        | 59          | 26          | 0        |          | 313     | 173    |
| Corinthians   | 2011          | 28      | 12     | 16                 | 11                 | –       | –      | –                      | –                      | –        | –        |             |             | 0        | 0        | 44      | 23     |
| Corinthians   | 2012          | 6       | 1      | 11                 | 2                  | –       | –      | –                      | –                      | –        | –        | 11          | 1           | 1        | 1        | 29      | 5      |
| Corinthians   | Total         | 34      | 13     | 27                 | 13                 | –       | –      | –                      | –                      | –        | –        | 11          | 1           | 1        |          | 73      | 28     |
| Flamengo      | 2012          | 17      | 4      | 0                  | 0                  | –       | –      | –                      | –                      | –        | –        |             |             | 0        | 0        | 17      | 4      |
| Total carieră | Total carieră | 312     | 162    | 53                 | 25                 | 29      | 20     | 27                     | 25                     | 1        | 0        | 78          | 33          | 1        |          | 504     | 266    |